# Philipp Müller (Politiker, 1849)
Philipp Müller (* 4. Dezember 1849 in Nierstein; † 4. Februar 1920 in Wiesbaden) war ein hessischer Gastwirt und Politiker (SPD) und Abgeordneter der 2. Kammer der Landstände des Großherzogtums Hessen.
Philipp Müller war der Sohn des Philipp Johann Müller und dessen Ehefrau Katharina, geborene Hammel. Müller, der freireligiös war, war seit den 1880er Jahren bis 1896 Gastwirt in Darmstadt und heiratete Maria geborene Bender.
In den 1870er Jahren war er Parteifunktionär in Mainz und Langen (bei Darmstadt).  Er wurde zu zahlreichen politische Strafen verurteilt. So wurde er im September 1878 zu einem Jahr und im Dezember 1886 zu 6 Monaten Gefängnis verurteilt. 1896–1899 war er Geschäftsreisender für Manufakturwaren. 1899 bis August 1900 war er Arbeitersekretär in Darmstadt, September 1900 bis 1905 in Altona und 1905 bis zu seinem Tode Arbeitersekretär in Wiesbaden, zugleich Vorsitzender des Gewerkschaftskartells. 1914 bis 1918 war er Stadtverordneter und 1918 bis 1920 Stadtrat in Wiesbaden. 
Von 1890 bis 1896 gehörte er der Zweiten Kammer der Landstände an. Er wurde für den Wahlbezirk Starkenburg 16/Offenbach-Seligenstadt gewählt.
Die Reichstagskandidaturen 1890 (LP10) Hessen 4 (Darmstadt - Groß-Gerau) und 1912 (LP15) Koblenz 4 (Kreuznach - Simmern) waren erfolglos.